# The Man Who Couldn't Beat God
The Man Who Couldn't Beat God er en amerikansk stumfilm fra 1915 af Maurice Costello og Robert Gaillard.

## Medvirkende
- Maurice Costello som Martin Henchford.
- Robert Gaillard som Elmer Bradford.
- Denton Vane som Leslie Gilman.
- Estelle Mardo som Elizabeth Bradford.
- Edwina Robbins som Lady Mary.